# Jonquery
Jonquery település Franciaországban, Marne megyében. Lakosainak száma 114 fő (2022. január 1.). Jonquery Ville-en-Tardenois, Baslieux-sous-Châtillon, Champlat-et-Boujacourt, Cuisles, La Neuville-aux-Larris, Olizy és Romigny községekkel határos.

## Népesség
A település népességének változása:
| Lakosok száma | 88   | 58   | 71   | 87   | 113  | 123  | 114  | 113  | 112  | 114  |
|               | 1968 | 1982 | 1990 | 2006 | 2013 | 2015 | 2017 | 2019 | 2020 | 2022 |